# Cunicea
Cunicea – miejscowość i gmina w Mołdawii, w rejonie Florești. W 2014 roku liczyła 3069 mieszkańców.